# Frères d'arme
 (décembre 2020).
Si vous disposez d'ouvrages ou d'articles de référence ou si vous connaissez des sites web de qualité traitant du thème abordé ici, merci de compléter l'article en donnant les références utiles à sa vérifiabilité et en les liant à la section « Notes et références ».
Pour plus de détails, voir Fiche technique et Distribution.
Frères d'arme est un film français réalisé par Sylvain Labrosse sorti en 2021.

## Fiche technique
- Titre français : Frères d'arme
- Réalisation : Sylvain Labrosse
- Scénario : Sylvain Labrosse, Agnès Caffin, Aurélien Deschamps et Stéphane Schoukroun
- Montage : Isabelle Proust
- Musique : Thomas Poli
- Pays d'origine :  France
- Genre : drame
- Date de sortie : 14 juillet 2021

## Distribution
- Vincent Rottiers : Emiljan Matesic
- Kévin Azaïs : Stanko Matesic
- Pauline Parigot : Gabrielle Plassart
- Noé Stanic : Emiljan Matesic (15 ans)
- Luca Micic : Stanko (10 ans)
- Marika Vibik : Ana Matesic